# Академическая гребля на летних Олимпийских играх 1932 — одиночки
Соревнования среди одиночек по академической гребле среди мужчин на летних Олимпийских играх 1932 года прошли с 9 по 13 августа в городе Лонг-Бич, который расположен в южной части округа Лос-Анджелес. В соревновании приняли участие 5 спортсменов из 5 стран. Это были самые малочисленные соревнования в мужских одиночках с 1904 года, когда борьбу за медали вели всего 4 гребца. Действующий олимпийский чемпион из Австралии Генри Пирс был включён в состав сборной Австралии для участия в Играх. При этом на Игры Пирс добирался самостоятельно. Поскольку спортсмен жил в Канаде, то расстояние в 3000 миль до Лос-Анджелеса он преодолел на собственной машине, прикрепив лодку к её крыше.
Борьба за победу в Лос-Анджелесе развернулась между Пирсом и американцем Уильямом Миллером. На предварительном раунде австралиец опередил Миллера на 2,2 секунды, из-за чего американскому гребцу пришлось пробиваться в финал через отборочный заезд. В решающем заезде Пирс вновь был сильнее Миллера, став двукратным олимпийским чемпионом. Для американца эта серебряная медаль стала второй в карьере. В 1928 году он выиграл серебро в составе четвёрки. Спортсмены из США уже на четвёртых Играх подряд завоёвывают олимпийскую медаль в одиночках, причём каждый раз это удавалось сделать разным гребцам. В 1920 году чемпионом стал Джон Келли-старший, в 1924 году второе место занял Уильям Гилмор, а в 1928 также серебряным призёром стал Кеннет Майерс.
Обладателем бронзовой медали стал уругваец Гильермо Дуглас, который был единственным представителем страны на Олимпийских играх в Лос-Анджелесе. Также Дуглас стал первым уругвайским гребцом, выступившим на Олимпийских играх, а также первым кому удалось завоевать для страны индивидуальную олимпийскую награду. Ранее в 1924 и 1928 годах чемпионами Игр становились уругвайские футболисты.
В соревнованиях должен был принять участие и действующий победитель Diamond Challenge Sculls немец Херберт Буц, однако из-за язвы на языке он принял решение выступать только в двойках парных, где вместе с Герхардом Бётцеленом стал серебряным призёром.

## Призёры
| Золото               | Серебро           | Бронза                  |
| Генри Пирс Австралия | Уильям Миллер США | Гильермо Дуглас Уругвай |

## Рекорды
До начала летних Олимпийских игр 1932 года лучшее олимпийское время было следующим:
| Лучшее олимпийское время | Спортсмен        | Время   | Место     | Дата           |
| ------------------------ | ---------------- | ------- | --------- | -------------- |
| Лучшее олимпийское время | Генри Пирс (AUS) | 07:01,8 | Амстердам | 8 августа 1928 |

По итогам соревнований никто из спортсменов не смог превзойти данный результат.

## Расписание
| Дата       | Раунд                  |
| ---------- | ---------------------- |
| 9 августа  | Предварительные заезды |
| 11 августа | Отборочный заезд       |
| 13 августа | Финал                  |

## Результаты

### Предварительный этап
Победитель каждого заезда напрямую проходил в финал соревнований. Все остальные спортсмены попадали в отборочный заезд, где были разыграны ещё два финальных места.

#### Заезд 1
| Место | Спортсмен     | Страна    | Время  | Отставание | Примечания |
| ----- | ------------- | --------- | ------ | ---------- | ---------- |
| 1     | Генри Пирс    | Австралия | 7:27,0 | +0,0       | F          |
| 2     | Уильям Миллер | США       | 7:29,2 | +2,2       | R          |

#### Заезд 2
| Место | Спортсмен           | Страна         | Время  | Отставание | Примечания |
| ----- | ------------------- | -------------- | ------ | ---------- | ---------- |
| 1     | Дик Саутвуд         | Великобритания | 7:42,6 | +0,0       | F          |
| 2     | Гильермо Дуглас     | Уругвай        | 7:45,0 | +2,4       | R          |
| 3     | Джозеф Райт-младший | Канада         | 8:30,6 | +48,0      | R          |

### Отборочный заезд
Первые два спортсмена выходили в финал и продолжали борьбу за медали. Гребец, пришедший к финишу третьим, выбывал из соревнований.
| Место | Спортсмен           | Страна  | Время  | Отставание | Примечания |
| ----- | ------------------- | ------- | ------ | ---------- | ---------- |
| 1     | Уильям Миллер       | США     | 8:05,8 | +0,0       | F          |
| 2     | Гильермо Дуглас     | Уругвай | 8:20,2 | +14,4      | F          |
| 3     | Джозеф Райт-младший | Канада  | 8:37,8 | +32,0      |            |

### Финал
С самого старта финального заезда вперёд вырвался действующий олимпийский чемпион Генри Пирс, который шёл с темпом 24 гребка в минуту. На отметке 500 метров он выигрывал у ближайших преследователей три длины лодки. Однако хозяин соревнований американец Уильям Миллер сначала увеличил свой темп до 28 гребков, а затем и до 40, надеясь финишным спуртом выиграть заезд. За 100 метров до финиша расстояние между спортсменами сократилось до минимума, однако Пирсу хватило сил, чтобы немного увеличить темп и в итоге он выиграл у Миллера полкорпуса лодки. Бронзовую медаль выиграл уругваец Гильермо Дуглас, который проиграл лидерам почти 30 секунд, однако при этом опередил британца Дика Саутвуда на 20 секунд.
| Место | Спортсмен       | Страна         | Время  | Отставание |
| ----- | --------------- | -------------- | ------ | ---------- |
| 1     | Генри Пирс      | Австралия      | 7:44,4 | +0,0       |
| 2     | Уильям Миллер   | США            | 7:45,2 | +0,8       |
| 3     | Гильермо Дуглас | Уругвай        | 8:13,6 | +29,2      |
| 4     | Дик Саутвуд     | Великобритания | 8:33,6 | +49,2      |